# Babelomurex tectumsinensis
Babelomurex tectumsinensis, tên tiếng Anh: Lamellose Coral Shell, là một loài ốc biển, là động vật thân mềm chân bụng sống ở biển trong họ Muricidae, họ ốc gai.

## Miêu tả
Loài này có kích thước giữa 20 mm và 40 mm

## Phân bố
Chúng phân bố ở Biển Caribe dọc theo Panama, Colombia và Venezuela và ở Địa Trung Hải